# Rok svatého Josefa

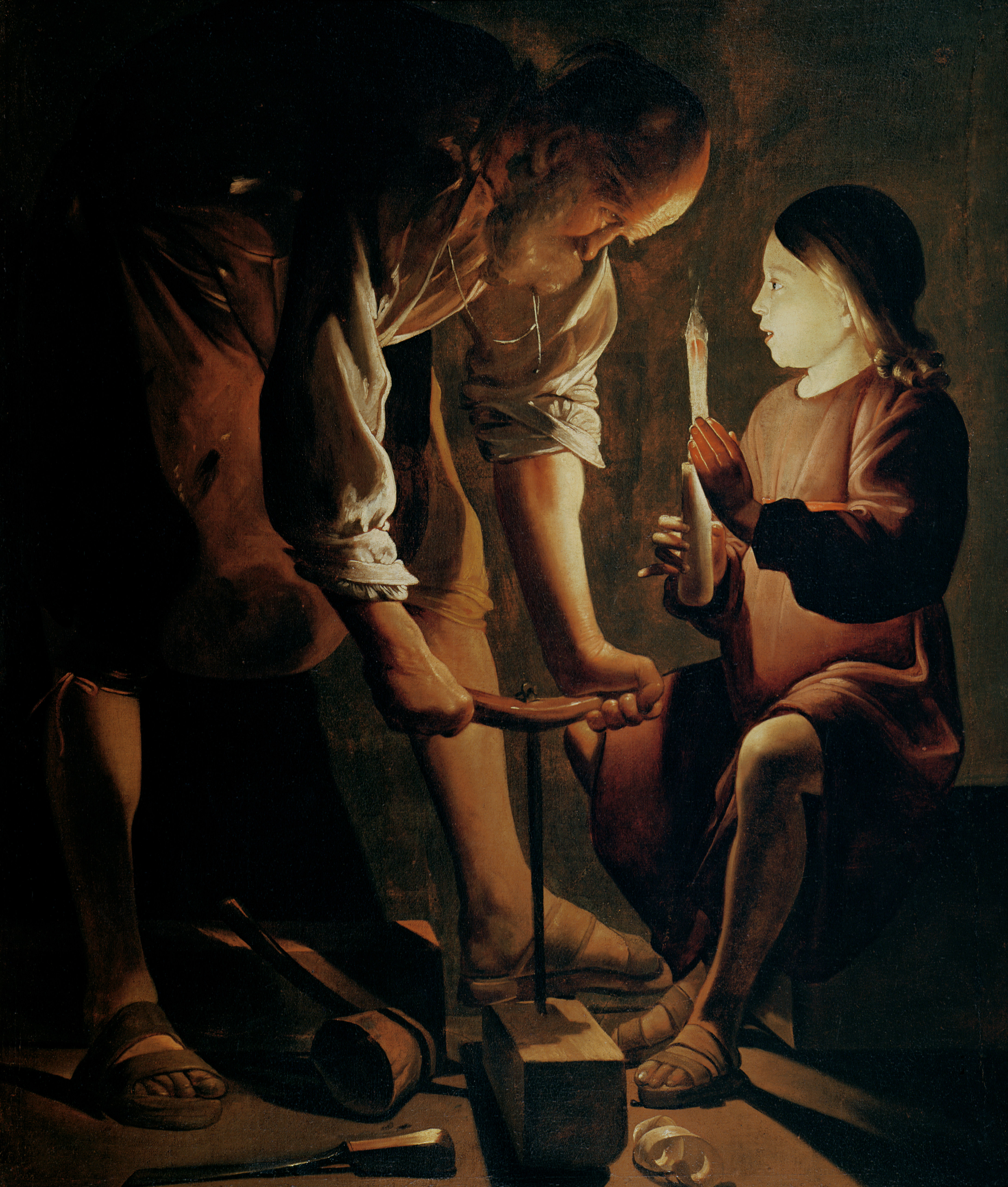
Olej na plátně Svatý Josef tesař (Georges de La Tour), Musée du Louvre, Paříž)

Rok svatého Josefa byl tematickým rokem katolické církve, který trval od 8. prosince 2020 do 8. prosince 2021. Vyhlásil ho papež František na památku 150. výročí vydání dekretu Quemadmodum Deus, kterým papež Pius IX. prohlásil svatého Josefa za patrona církve.

## Motivy
Církev má každý rok určité slavnosti, které spadají do liturgického roku. V některých případech mohou papežové vyhlásit rok věnovaný určitému tématu nebo slavnosti, aby se věřící zamysleli nad některým aspektem katolické nauky. U příležitosti 150. výročí prohlášení svatého Josefa univerzálním patronem církve vyzval papež František ve svém apoštolském listě Patris corde k roku věnovanému tomuto světci uprostřed pandemie covidu-19.
Podle papeže nám pandemie pomohla pochopit význam obyčejných lidí, kteří vzbuzují naději a skrytě se snaží pomáhat druhým, jako například Josef, který sehrál důležitou, ale nepovšimnutou roli v souvislosti s Ježíšovým narozením.
Papež František ve svém dopise zmiňuje, že „každý může ve svatém Josefovi – muži, který zůstává nepovšimnut – najít přímluvce, oporu a průvodce v těžkých chvílích“.

## Oslavy
- Měsíc březen 2021 byl zasvěcen svatému Josefovi.[6]
- Papež František rozhodl, že během Roku svatého Josefa je možné získat plnomocné odpustky při dodržení různých předpisů a vykonáním svaté zpovědi, přijetím sv. přijímání a modlitbou na papežův úmysl.[4][7]